# Xenochalepus hespenheidei
Xenochalepus hespenheidei es una especie de insecto coleóptero de la familia Chrysomelidae.
Fue descrita científicamente en 2000 por Staines.